# A Voice from the Deep
Pour plus de détails, voir Fiche technique et Distribution.
A Voice from the Deep est un court métrage muet américain réalisé par Mack Sennett, sorti en 1912.

## Fiche technique
- Titre : A Voice from the Deep
- Réalisation : Mack Sennett
- Scénario : Dell Henderson
- Société de production : Biograph Company
- Société de distribution : General Film Company
- Format : Noir et blanc - 1,33:1 - film muet
- Durée :
- Date de sortie : 
  - États-Unis : 21 mars 1912

## Distribution
- Edward Dillon : Percy
- Fred Mace : Harold
- Marguerite Marsh : la jeune fille
- William J. Butler : le pêcheur
- Dell Henderson :
- Florence Lee :
- Harry Hyde :
- Mabel Normand : (non créditée - non confirmée)
- Roscoe Arbuckle : (improbable)
- Florence Barker
- Joseph Jiquel Lanoë